# بمب‌گذاری کامیونی ۲۰۱۵ بازار بغداد
بمبگذاری کامیونی بازار بغداد ۲۰۱۵ حمله‌ای در ۱۳ اوت ۲۰۱۵ بود که یک بازار مواد غذایی در شهرک صدر، از محلات عمدتاً شیعه‌نشین بغداد را هدف گرفت. در این روز، کمی پس از ۶ صبح به وقت محلی، یک کامیون یخچال دار منفجر شد. حداقل ۷۶ نفر به‌طور تأیید شده در این بمب‌گذاری کشته شدند، و اقلاً ۲۱۲ نفر دیگر مجروح شدند.
داعش مدعی مسئولیت این حمله شد، و اعلام کرد «خدا سربازان دولت اسلامی را قادر ساخت، یک کامیون پارک شده را در یک گردهمایی مرتدها در شهرک صدر یکی از مهمترین مناطق با اکثریت شیعه منفجر کنند.»